# FK Borac Čačak
A Borac Čačak (szerbül: Фудбалски клуб Борац Чачак) egy szerb labdarúgócsapat, székhelye Čačak városában található. Jelenleg a szerb élvonalban szerepel.
A Borac csapatnév magyarul harcost jelent.

## Korábbi elnevezései
- 1926–1948: Mladi Radnik Čačak

1948 óta jelenlegi nevén szerepel.

## Története
A čačaki labdarúgóélet közvetlenül az első világháború után pezsdült fel, az első labdarúgó-mérkőzést 1920-ban játszották a városban. A Borac labdarúgócsapatát gyári munkások egy csoportja alapította 1926-ban, a klubszín eleinte vörös volt, csak később váltottak vörös-fehér uniformisra. Az első elnök egy asztalos, Jovan Jolović lett.
Az első jelentősebb eredményt a második világháború után érte el, mikor a jugoszláv élvonalba történő jutásért játszott a Crvena zvezda ellen.
1958-ban megnyerte a szerb nemzeti kupát, majd 1962-ben a jugoszláv másodvonalba jutott.
1994-ben egy hosszú álom vált valóra, mikor több mint harminc év másodosztályú szereplést követően – története során először – a csapat feljutott az élvonalba. A következő tíz évad során háromszor búcsúzott el, majd háromszor sikerült visszajutnia az első osztályba.
A legjobb eredményét a 2007–2008-as szezonban érte el, mikor az első ízben megrendezett szerb élvonal küzdelmeit a negyedik helyen zárta, így jogot szerzett az UEFA-kupában történő bemutatkozásra.

## Eredményei

### Európaikupa-szereplés

#### Összesítve
| Kupa       | J | GY | D | V | LG–KG |
| ---------- | - | -- | - | - | ----- |
| UEFA-kupa  | 6 | 2  | 2 | 2 | 7–9   |
| Összesítve | 6 | 2  | 2 | 2 | 7–9   |

#### Szezonális bontásban
| Idény     | Kupa      | Forduló         | Klub              | 1. mérk. | 2. mérk. |
| --------- | --------- | --------------- | ----------------- | -------- | -------- |
| 2008–2009 | UEFA-kupa | 1. selejtezőkör | Dacia Chişinău    | 1–1      | 3–1      |
| 2008–2009 | UEFA-kupa | 2. selejtezőkör | Lokomotiv Szofija | 1–0      | 1–1      |
| 2008–2009 | UEFA-kupa | 1. forduló      | Ajax              | 1–4      | 0–2      |

Megjegyzés: Csak az Európai Labdarúgó-szövetség (UEFA) által szervezett európai kupák eredményeit tartalmazza. Az eredmények minden esetben a Borac Čačak szemszögéből értendőek, a félkövéren jelölt mérkőzéseket pályaválasztóként játszotta.

## Külső hivatkozások
- Hivatalos honlap (szerbül)
- Adatlapja az uefa.com-on (angolul)